# Aeroportul El Peten
Aeroportul El Peten (IATA: TKM) este un aeroport din Departamento de Petén⁠(d), Guatemala.
aeroportul dispune de o singură pistă.